# 유행가
유행가는 대한민국의 음악장르로 1920년대 부터 알려진 미국 폭스 트롯(Trot)에서 유래한 2박자 계통의 일본 엔카(演歌)풍의 '유행가'가 불려지기 시작해 인기를 끌었다. 이때는 재즈, 탱고 등도 포괄하여 '유행가'라고 하였다. ‘라시도미파’의 단조 5음계를 사용하거나, ‘도레미솔라’의 장조 5음계를 ‘라’의 비중을 높여 사용하는 음계를 지녔다. 1930년대 이전 단조가 주로 비관적이라 일제로 부터 비난을 받은 후 1930년대 중반 태평양전쟁 이후 밝고 경쾌한 장조 곡들이 발표되었다. 2박자 계통의 유행가는 우리 정서와는 다소 어색해 우리 민요의 3박자를 도입한 유행가들(<황성옛터> 등)이 생겨나기도 하였다. 광복 이후 1960년대 서양의 스탠다드 팝의 가창법이 도입되고, 1970년대 국악 남도민요의 창법을 응용한 꺽기 기법이나 떨기 기법, 음의 강약이 도입되면서 트로트로 정착되었고, 1980년데 장조 트로트가 다시 유행하면서 장조와 단조를 아우르는 정통트로트가 되었다. 현재는 일제강점기 때 발표된 유행가도 트로트라고 분류하기도 한다.